# ヨウ化テトラエチルアンモニウム
ヨウ化テトラエチルアンモニウム（ヨウかテトラエチルアンモニウム、英: Tetraethylammonium iodide）は、化学式がC8H20N+I−で表される第四級アンモニウム塩である。薬理学や生理学の研究におけるテトラエチルアンモニウムイオンの供給源や、有機合成に使用されている。

## 化学

### 調製
ヨウ化テトラエチルアンモニウムは、市販されているが、トリエチルアミンとヨウ化エチルの反応によって調製することができる。

### 構造
ヨウ化テトラエチルアンモニウムの結晶構造が解明され、結晶構造は、歪んだウルツ鉱型格子であった。窒素原子の配位は、平らな正四面体である。N-C-Cの角度は、四面体角よりわずかに大きい。

### 合成応用
例としては、以下のようなものがある:
- ヨウ化テトラエチルアンモニウムの存在下で、アルキンを一塩化ヨウ素で処理することにより、(Z)-ジヨードアルケンの立体選択的な生成が起こる[4]。

- 炭酸エチレンを用いたカルボン酸や特定の酸性N-Hを有する複素環化合物の2-ヒドロキシエチル化（−CH2−CH2−OHの付加）が行われる。例えば、安息香酸は、ヨウ化テトラエチルアンモニウムの存在下で炭酸エチレンで処理することにより、エステルである安息香酸2-ヒドロキシエチルに変換される[5]。

- 水酸化ナトリウムとハロゲン化アルキルを用いたフルオレンのジェミナル二重アルキル化、アニリンのN,N-二重アルキル化、カルバゾールのN-アルキル化の過程での相間移動触媒としても使用される[6]。

## 毒性
マウスにおけるLD50：腹腔内投与で35 mg/kg、静脈内投与で56 mg/kg。